# Kedgwick River
Der Kedgwick River ist der linke Quellfluss des Restigouche River (Rivière Ristigouche) im Nordwesten der kanadischen Provinz New Brunswick.
Der Kedgwick River entsteht bei Kedgwick Forks am Zusammenfluss seiner beiden Quellflüsse North Branch und South Branch Kedgwick River – 70 km nordnordöstlich von Edmundston. Der Kedgwick River fließt in überwiegend südöstlicher Richtung bis zu seiner Vereinigung mit dem von Südwesten kommenden Little Main Restigouche River. Der Kedgwick River verläuft innerhalb des Restigouche County. Er hat eine Länge von etwa 50 km. Er entwässert ein Areal von 1590 km². Der mittlere Abfluss beträgt am Zusammenfluss mit dem Little Main Restigouche River 32 m³/s.